# Mistrovství světa ve fotbale 2018 (soupisky)
Soupisky na Mistrovství světa ve fotbale 2018, které se hrálo v Rusku.
| Zlato              | Stříbro               | Bronz             |
| ------------------ | --------------------- | ----------------- |
| Francie • Soupiska | Chorvatsko • Soupiska | Belgie • Soupiska |

## Skupina A

### Rusko
Hlavní trenér:  Stanislav Čerčesov

| Jméno             | Datum narození     | Klub                     |          |
| Brankáři          | Brankáři           | Brankáři                 | Brankáři |
| ----------------- | ------------------ | ------------------------ | -------- |
| Igor Akinfejev -  | 8. dubna 1986      | PFK CSKA Moskva          |          |
| Andrej Luňov      | 13. listopadu 1991 | FK Zenit Sankt-Petěrburg |          |
| Vladimir Gabulov  | 19. října 1983     | Club Brugge KV           |          |
| Obránci           |                    |                          |          |
| Mário Fernandes   | 19. září 1990      | PFK CSKA Moskva          |          |
| Ilja Kutěpov      | 29. července 1993  | FK Spartak Moskva        |          |
| Sergej Ignaševič  | 14. července 1979  | PFK CSKA Moskva          |          |
| Andrej Semjonov   | 24. března 1989    | RFK Achmat Groznyj       |          |
| Fjodor Kudrjašov  | 5. dubna 1987      | FK Rubin Kazaň           |          |
| Vladimir Granat   | 22. května 1987    | FK Rubin Kazaň           |          |
| Igor Smolnikov    | 8. srpna 1988      | FK Zenit Sankt-Petěrburg |          |
| Záložníci         |                    |                          |          |
| Děnis Čeryšev     | 26. prosince 1990  | Villarreal CF            |          |
| Daler Kuzjajev    | 15. ledna 1993     | FK Zenit Sankt-Petěrburg |          |
| Jurij Gazinskij   | 20. července 1989  | FK Krasnodar             |          |
| Alan Dzagojev     | 17. června 1990    | PFK CSKA Moskva          |          |
| Roman Zobnin      | 11. února 1994     | FK Spartak Moskva        |          |
| Anton Mirančuk    | 17. října 1995     | FK Lokomotiv Moskva      |          |
| Alexandr Golovin  | 30. května 1996    | PFK CSKA Moskva          |          |
| Jurij Žirkov      | 20. srpna 1983     | FK Zenit Sankt-Petěrburg |          |
| Alexandr Samedov  | 19. července 1984  | FK Spartak Moskva        |          |
| Alexandr Jerochin | 13. října 1989     | FK Zenit Sankt-Petěrburg |          |
| Útočníci          |                    |                          |          |
| Fjodor Smolov     | 9. února 1990      | FK Krasnodar             |          |
| Alexej Mirančuk   | 17. října 1995     | FK Lokomotiv Moskva      |          |
| Arťom Dzjuba      | 22. srpna 1988     | PFK Arsenal Tula         |          |

### Saúdská Arábie
Hlavní trenér:  Juan Antonio Pizzi

| Jméno               | Datum narození     | Klub          |          |
| Brankáři            | Brankáři           | Brankáři      | Brankáři |
| ------------------- | ------------------ | ------------- | -------- |
| Abdalláh Majúf      | 23. ledna 1987     | Al Hilal FC   |          |
| Jásir Musáilim      | 27. února 1984     | Al Ahli       |          |
| Muhammad Uvaís      | 10. října 1991     | Al Ahli       |          |
| Obránci             |                    |               |          |
| Mansúr Harbí        | 19. října 1987     | Al Ahli       |          |
| Usáma Havsáví -     | 31. března 1984    | Al Hilal FC   |          |
| Alí Buláihí         | 21. listopadu 1989 | Al Hilal FC   |          |
| Umar Havsáví        | 27. září 1985      | Al-Nassr FC   |          |
| Muhammad Braík      | 15. září 1992      | Al Hilal FC   |          |
| Jásir Šahrání       | 25. května 1992    | Al Hilal FC   |          |
| Mutáz Havsáví       | 17. února 1992     | Al Ahli       |          |
| Záložníci           |                    |               |          |
| Salmán Faradž       | 1. srpna 1989      | Al Hilal FC   |          |
| Jahjá Šahrí         | 26. června 1990    | CD Leganés    |          |
| Hatán Bahabrí       | 16. července 1992  | Aš-Šabab FC   |          |
| Abdal Málik Chaíbrí | 13. března 1986    | Al Hilal FC   |          |
| Muhammad Kanú       | 22. září 1994      | Al Hilal FC   |          |
| Abdalláh Utajf      | 3. srpna 1992      | Al Hilal FC   |          |
| Abdalláh Chaibárí   | 16. srpna 1996     | Aš-Šabab FC   |          |
| Husajn Mudžahví     | 24. března 1988    | Al Ahli       |          |
| Tajsír Džasím       | 25. července 1984  | Al Ahli       |          |
| Sálim Davsárí       | 19. srpna 1991     | Villarreal CF |          |
| Útočníci            |                    |               |          |
| Muhammad Šahláví    | 10. ledna 1987     | Al-Nassr FC   |          |
| Fahád Muválad       | 14. září 1994      | Levante UD    |          |
| Muhannad Asírí      | 14. října 1986     | Al Ahli       |          |

### Egypt
Hlavní trenér:  Héctor Cúper

| Jméno               | Datum narození     | Klub                    |          |
| Brankáři            | Brankáři           | Brankáři                | Brankáři |
| ------------------- | ------------------ | ----------------------- | -------- |
| Ísam Haddarí -      | 15. ledna 1973     | At-Taawoun FC           |          |
| Šaríf Akramí        | 10. července 1983  | Al-Ahly SC              |          |
| Muhammad Šanáví     | 18. prosince 1988  | Al-Ahly SC              |          |
| Obránci             |                    |                         |          |
| Alí Gabr            | 1. ledna 1989      | West Bromwich Albion FC |          |
| Ahmad Almuhammadí   | 9. září 1987       | Aston Villa FC          |          |
| Ahmad Hegází        | 25. ledna 1991     | West Bromwich Albion FC |          |
| Ahmad Fasí          | 10. listopadu 1984 | Al-Ahly SC              |          |
| Ajmán Ašraf         | 9. dubna 1991      | Al-Ahly SC              |          |
| Muhammad Abdal Šáfí | 1. července 1985   | Al Fateh SC             |          |
| Mahmúd Hamdí        | 1. června 1995     | Zamalek SC              |          |
| Saad Samír          | 1. dubna 1989      | Al-Ahly SC              |          |
| Záložníci           |                    |                         |          |
| Umar Gábir          | 30. ledna 1992     | Los Angeles FC          |          |
| Sam Mursí           | 10. září 1991      | Wigan Athletic FC       |          |
| Tárik Hamad         | 24. října 1988     | Zamalek SC              |          |
| Muhammad Alnaní     | 11. července 1992  | Arsenal FC              |          |
| Abdalláh Saíd       | 13. července 1985  | Kuopion Palloseura      |          |
| Mahmúd Trézéguet    | 1. října 1994      | Kasımpaşa SK            |          |
| Útočníci            |                    |                         |          |
| Marván Muhsín       | 26. února 1989     | Al-Ahly SC              |          |
| Mohamed Salah       | 15. června 1992    | Liverpool FC            |          |
| Mahmúd Kahraba      | 13. dubna 1994     | Al Ittihad FC           |          |
| Ramadán Subhí       | 23. ledna 1997     | Stoke City FC           |          |
| Mahmúd Shikabala    | 5. března 1986     | Ar-Raed FC              |          |
| Amr Vardá           | 17. září 1993      | Atromitos Athény        |          |

### Uruguay
Hlavní trenér:  Óscar Tabárez

| Jméno                  | Datum narození    | Klub                   |          |
| Brankáři               | Brankáři          | Brankáři               | Brankáři |
| ---------------------- | ----------------- | ---------------------- | -------- |
| Fernando Muslera       | 16. června 1986   | Galatasaray SK         |          |
| Martín Campaña         | 29. května 1989   | CA Independiente       |          |
| Martín Silva           | 25. března 1983   | CR Vasco da Gama       |          |
| Obránci                |                   |                        |          |
| José María Giménez     | 20. ledna 1995    | Atlético Madrid        |          |
| Diego Godín -          | 16. února 1986    | Atlético Madrid        |          |
| Guillermo Varela       | 24. března 1993   | CA Peñarol             |          |
| Gastón Silva           | 5. března 1994    | CA Independiente       |          |
| Maximiliano Pereira    | 8. června 1984    | FC Porto               |          |
| Sebastián Coates       | 7. října 1990     | Sporting CP            |          |
| Martín Cáceres         | 7. dubna 1987     | SS Lazio               |          |
| Záložníci              |                   |                        |          |
| Carlos Sánchez         | 2. prosince 1984  | CF Monterrey           |          |
| Rodrigo Bentancur      | 25. června 1997   | Juventus FC            |          |
| Cristian Rodríguez     | 30. září 1985     | CA Peñarol             |          |
| Nahitan Nández         | 28. prosince 1995 | CA Boca Juniors        |          |
| Lucas Torreira         | 11. února 1996    | UC Sampdoria           |          |
| Matías Vecíno          | 24. srpna 1991    | FC Inter Milán         |          |
| Diego Laxalt           | 7. února 1993     | Janov CFC              |          |
| Útočníci               |                   |                        |          |
| Luis Suárez            | 24. ledna 1987    | FC Barcelona           |          |
| Giorgian de Arrascaeta | 1. června 1994    | Cruzeiro Esporte Clube |          |
| Cristhian Stuani       | 12. října 1986    | Girona FC              |          |
| Maxi Gómez             | 14. srpna 1996    | Celta de Vigo          |          |
| Jonathan Urreta        | 19. března 1990   | CF Monterrey           |          |
| Edinson Cavani         | 14. února 1987    | Paris Saint-Germain FC |          |

## Skupina B

### Portugalsko
Hlavní trenér:  Fernando Santos

| Jméno               | Datum narození     | Klub                |          |
| Brankáři            | Brankáři           | Brankáři            | Brankáři |
| ------------------- | ------------------ | ------------------- | -------- |
| Rui Patrício        | 15. února 1988     | Sporting CP         |          |
| Anthony Lopes       | 1. října 1990      | Olympique Lyon      |          |
| Beto                | 1. května 1982     | Göztepe SK          |          |
| Obránci             |                    |                     |          |
| Bruno Alves         | 27. listopadu 1981 | Rangers FC          |          |
| Pepe                | 26. února 1983     | Beşiktaş JK         |          |
| Raphaël Guerreiro   | 22. prosince 1993  | Borussia Dortmund   |          |
| José Fonte          | 22. prosince 1983  | Ta-lien I-fang      |          |
| Rúben Dias          | 14. května 1997    | Benfica Lisabon     |          |
| Ricardo Pereira     | 6. října 1993      | FC Porto            |          |
| Mário Rui           | 27. května 1991    | SSC Neapol          |          |
| Cédric Soares       | 31. srpna 1991     | Southampton FC      |          |
| Záložníci           |                    |                     |          |
| Manuel Fernandes    | 5. února 1986      | FK Lokomotiv Moskva |          |
| João Moutinho       | 8. září 1986       | AS Monaco FC        |          |
| João Mário          | 19. ledna 1993     | West Ham United FC  |          |
| Bernardo Silva      | 10. srpna 1994     | Manchester City FC  |          |
| William Carvalho    | 7. dubna 1992      | Sporting CP         |          |
| Bruno Fernandes     | 8. září 1994       | Sporting CP         |          |
| Adrien Silva        | 15. března 1989    | Leicester City FC   |          |
| Útočníci            |                    |                     |          |
| Cristiano Ronaldo - | 5. února 1985      | Real Madrid         |          |
| André Silva         | 6. listopadu 1995  | AC Milán            |          |
| Gonçalo Guedes      | 29. listopadu 1996 | Valencia CF         |          |
| Gelson Martins      | 11. května 1995    | Sporting CP         |          |
| Ricardo Quaresma    | 26. září 1983      | Beşiktaş JK         |          |

### Španělsko
Hlavní trenér:  Fernando Hierro

| Jméno                  | Datum narození     | Klub                 |          |
| Brankáři               | Brankáři           | Brankáři             | Brankáři |
| ---------------------- | ------------------ | -------------------- | -------- |
| David de Gea           | 7. listopadu 1990  | Manchester United FC |          |
| Kepa Arrizabalaga      | 3. října 1994      | Athletic Bilbao      |          |
| Pepe Reina             | 31. srpna 1982     | SSC Neapol           |          |
| Obránci                |                    |                      |          |
| Dani Carvajal          | 11. ledna 1992     | Real Madrid          |          |
| Gerard Piqué           | 2. února 1987      | FC Barcelona         |          |
| Nacho Fernández        | 18. ledna 1990     | Real Madrid          |          |
| Álvaro Odriozola       | 14. prosince 1995  | Real Sociedad        |          |
| César Azpilicueta      | 28. srpna 1989     | Chelsea FC           |          |
| Sergio Ramos -         | 30. března 1986    | Real Madrid          |          |
| Nacho Monreal          | 26. února 1986     | Arsenal FC           |          |
| Jordi Alba             | 21. března 1989    | FC Barcelona         |          |
| Záložníci              |                    |                      |          |
| Sergio Busquets        | 16. července 1988  | FC Barcelona         |          |
| Andrés Iniesta         | 11. května 1984    | FC Barcelona         |          |
| Saúl Ñíguez            | 21. listopadu 1994 | Atlético Madrid      |          |
| Koke                   | 8. ledna 1992      | Atlético Madrid      |          |
| Thiago Alcântara       | 11. dubna 1991     | FC Bayern Mnichov    |          |
| Marco Asensio          | 21. ledna 1996     | Real Madrid          |          |
| Isco                   | 21. dubna 1992     | Real Madrid          |          |
| Útočníci               |                    |                      |          |
| Rodrigo Moreno Machado | 6. března 1991     | Valencia CF          |          |
| Lucas Vázquez          | 1. července 1991   | Real Madrid          |          |
| Iago Aspas             | 1. srpna 1987      | Celta de Vigo        |          |
| Diego Costa            | 7. října 1988      | Atlético Madrid      |          |
| David Silva            | 8. ledna 1986      | Manchester City FC   |          |

### Maroko
Hlavní trenér:  Hervé Renard

| Jméno                | Datum narození    | Klub                       |          |
| Brankáři             | Brankáři          | Brankáři                   | Brankáři |
| -------------------- | ----------------- | -------------------------- | -------- |
| Yassine Bounou       | 5. dubna 1991     | Girona FC                  |          |
| Kaduí Munír          | 10. května 1989   | CD Numancia                |          |
| Ahmad Rizá Tadžnautí | 5. dubna 1996     | IR Tanger                  |          |
| Obránci              |                   |                            |          |
| Achraf Hakimi        | 4. listopadu 1998 | Real Madrid                |          |
| Hamza Mendyl         | 21. října 1997    | Lille OSC                  |          |
| Manuel da Costa      | 6. května 1986    | İstanbul Başakşehir FK     |          |
| Mahdí Benatía -      | 17. dubna 1987    | Juventus FC                |          |
| Romain Saïss         | 26. března 1990   | Wolverhampton Wanderers FC |          |
| Nabíl Dirár          | 25. února 1986    | Fenerbahçe SK              |          |
| Záložníci            |                   |                            |          |
| Hakim Zijach         | 19. března 1993   | AFC Ajax                   |          |
| Karím Ahmádí         | 27. ledna 1985    | Feyenoord                  |          |
| Júnis Bilhanda       | 25. února 1990    | Galatasaray SK             |          |
| Fajsal Fadr          | 1. srpna 1988     | Getafe CF                  |          |
| Mubárak Busufa       | 15. srpna 1984    | Al Jazira Club             |          |
| Júsuf bin Násir      | 7. července 1996  | SM Caen                    |          |
| Nurdín Amrabat       | 31. března 1987   | CD Leganés                 |          |
| Amín Harít           | 18. června 1997   | FC Schalke 04              |          |
| Sufján Amrabat       | 21. srpna 1996    | Feyenoord                  |          |
| Mahdí Carcela        | 1. července 1989  | Standard Lutych            |          |
| Útočníci             |                   |                            |          |
| Ajjúb Kaabí          | 26. června 1993   | RS Berkane                 |          |
| Chálid Butaíb        | 24. února 1987    | Malatyaspor                |          |
| Júsuf En-Nesjrí      | 1. června 1997    | Málaga CF                  |          |
| Azíz Buhaddúz        | 30. března 1987   | FC St. Pauli               |          |

### Írán
Hlavní trenér:  Carlos Queiroz

| Jméno                   | Datum narození    | Klub                 |          |
| Brankáři                | Brankáři          | Brankáři             | Brankáři |
| ----------------------- | ----------------- | -------------------- | -------- |
| Alírezá Baíranvánd      | 21. září 1992     | Persepolis FC        |          |
| Mohammad Rašíd Mazáherí | 18. května 1989   | Zob Ahan FC          |          |
| Amír Abadzáde           | 26. dubna 1993    | CS Marítimo          |          |
| Obránci                 |                   |                      |          |
| Ehsán Hadžsáfí          | 25. února 1990    | Olympiakos Pireus    |          |
| Rúzbe Češmí             | 24. června 1993   | Esteghlal FC         |          |
| Mílad Mohammadí         | 29. září 1993     | RFK Achmat Groznyj   |          |
| Mortezá Púralígandží    | 19. dubna 1992    | Al-Sadd SC           |          |
| Mohammad Rezá Chanzáde  | 20. ledna 1992    | Shahr Khodro FC      |          |
| Pažmán Montarezí        | 6. září 1983      | Esteghlal FC         |          |
| Madžíd Hosejní          | 20. června 1996   | Esteghlal FC         |          |
| Rámín Rezajíán          | 21. března 1990   | KV Oostende          |          |
| Záložníci               |                   |                      |          |
| Mahdí Torabí            | 10. září 1994     | Sajpa FC             |          |
| Sajjed Ezatolahí        | 1. října 1996     | FK Amkar Perm        |          |
| Masúd Šodžáí -          | 9. června 1984    | AEK Athény           |          |
| Omíd Ebrahimí           | 16. září 1987     | Esteghlal FC         |          |
| Vahíd Amirí             | 2. dubna 1988     | Persepolis FC        |          |
| Útočníci                |                   |                      |          |
| Karím Ansárífárd        | 3. dubna 1990     | Olympiakos Pireus    |          |
| Saman Ghoddos           | 6. září 1993      | Östersunds FK        |          |
| Rezá Ghúčanedžhád       | 20. září 1987     | SC Heerenveen        |          |
| Mahdí Taremí            | 18. července 1992 | Al-Gharafa SC        |          |
| Alireza Džahanbachš     | 8. října 1993     | AZ Alkmaar           |          |
| Sardár Azmún            | 1. ledna 1995     | FK Rubin Kazaň       |          |
| Aškan Dadžagá           | 5. července 1986  | Nottingham Forest FC |          |

## Skupina C

### Francie
Hlavní trenér:  Didier Deschamps

| Jméno             | Datum narození     | Klub                   |          |
| Brankáři          | Brankáři           | Brankáři               | Brankáři |
| ----------------- | ------------------ | ---------------------- | -------- |
| Hugo Lloris -     | 26. prosince 1986  | Tottenham Hotspur FC   |          |
| Steve Mandanda    | 28. března 1985    | Olympique Marseille    |          |
| Alphonse Areola   | 27. února 1993     | Paris Saint-Germain FC |          |
| Obránci           |                    |                        |          |
| Benjamin Pavard   | 28. března 1996    | VfB Stuttgart          |          |
| Presnel Kimpembe  | 13. srpna 1995     | Paris Saint-Germain FC |          |
| Raphaël Varane    | 25. dubna 1993     | Real Madrid            |          |
| Samuel Umtiti     | 14. listopadu 1993 | FC Barcelona           |          |
| Adil Rami         | 27. prosince 1985  | Olympique Marseille    |          |
| Djibril Sidibé    | 29. července 1992  | AS Monaco FC           |          |
| Lucas Hernández   | 14. února 1996     | Atlético Madrid        |          |
| Benjamin Mendy    | 17. července 1994  | Manchester City FC     |          |
| Záložníci         |                    |                        |          |
| Paul Pogba        | 15. března 1993    | Manchester United FC   |          |
| Corentin Tolisso  | 3. srpna 1994      | FC Bayern Mnichov      |          |
| N'Golo Kanté      | 29. března 1991    | Chelsea FC             |          |
| Blaise Matuidi    | 9. dubna 1987      | Juventus FC            |          |
| Steven N'Zonzi    | 15. prosince 1988  | Sevilla FC             |          |
| Útočníci          |                    |                        |          |
| Antoine Griezmann | 21. března 1991    | Atlético Madrid        |          |
| Thomas Lemar      | 12. listopadu 1995 | AS Monaco FC           |          |
| Olivier Giroud    | 30. září 1986      | Chelsea FC             |          |
| Kylian Mbappé     | 20. prosince 1998  | Paris Saint-Germain FC |          |
| Ousmane Dembélé   | 15. května 1997    | FC Barcelona           |          |
| Nabil Fekir       | 18. července 1993  | Olympique Lyon         |          |
| Florian Thauvin   | 26. ledna 1993     | Olympique Marseille    |          |

### Austrálie
Hlavní trenér:  Bert van Marwijk

| Jméno            | Datum narození     | Klub                        |          |
| Brankáři         | Brankáři           | Brankáři                    | Brankáři |
| ---------------- | ------------------ | --------------------------- | -------- |
| Mathew Ryan      | 8. dubna 1992      | Brighton & Hove Albion FC   |          |
| Brad Jones       | 19. března 1982    | Feyenoord                   |          |
| Danny Vukovic    | 27. března 1985    | KRC Genk                    |          |
| Obránci          |                    |                             |          |
| Miloš Degenek    | 28. dubna 1994     | Jokohama F. Marinos         |          |
| James Meredith   | 4. dubna 1988      | Millwall FC                 |          |
| Mark Milligan    | 4. srpna 1985      | Al Ahli                     |          |
| Matthew Jurman   | 8. prosince 1989   | Suwon Samsung Bluewings     |          |
| Aziz Behich      | 16. prosince 1990  | Bursaspor                   |          |
| Joshua Risdon    | 27. července 1992  | Western Sydney Wanderers FC |          |
| Trent Sainsbury  | 5. ledna 1992      | Grasshopper Club Zürich     |          |
| Záložníci        |                    |                             |          |
| Massimo Luongo   | 25. září 1992      | Queens Park Rangers FC      |          |
| Aaron Mooy       | 15. září 1990      | Huddersfield Town AFC       |          |
| Mile Jedinak -   | 3. srpna 1984      | Aston Villa FC              |          |
| Jackson Irvine   | 7. března 1993     | Hull City AFC               |          |
| Tom Rogic        | 16. prosince 1992  | Celtic FC                   |          |
| Útočníci         |                    |                             |          |
| Tim Cahill       | 6. prosince 1979   | Millwall FC                 |          |
| Mathew Leckie    | 4. února 1991      | Hertha BSC                  |          |
| Tomi Juric       | 22. července 1991  | FC Luzern                   |          |
| Robbie Kruse     | 5. října 1988      | VfL Bochum                  |          |
| Andrew Nabbout   | 17. prosince 1992  | Urawa Red Diamonds          |          |
| Jamie Maclaren   | 29. července 1993  | Hibernian FC                |          |
| Daniel Arzani    | 4. ledna 1999      | Melbourne City FC           |          |
| Dimitri Petratos | 10. listopadu 1992 | Newcastle United Jets FC    |          |

### Peru
Hlavní trenér:  Ricardo Gareca

| Jméno               | Datum narození     | Klub                             |          |
| Brankáři            | Brankáři           | Brankáři                         | Brankáři |
| ------------------- | ------------------ | -------------------------------- | -------- |
| Pedro Gallese       | 23. února 1990     | Club Deportivo Veracruz          |          |
| Carlos Cáceda       | 27. září 1991      | Club Centro Deportivo Municipal  |          |
| José Carvallo       | 1. března 1986     | Universidad Técnica de Cajamarca |          |
| Obránci             |                    |                                  |          |
| Alberto Rodríguez   | 31. března 1984    | Atlético Junior                  |          |
| Aldo Corzo          | 20. května 1989    | Club Universitario de Deportes   |          |
| Anderson Santamaría | 10. ledna 1992     | Club Puebla                      |          |
| Miguel Araujo       | 24. října 1994     | Alianza Lima                     |          |
| Miguel Trauco       | 25. srpna 1992     | CR Flamengo                      |          |
| Christian Ramos     | 4. listopadu 1988  | Club Deportivo Veracruz          |          |
| Luis Advíncula      | 2. března 1990     | Lobos BUAP                       |          |
| Nilson Loyola       | 26. října 1994     | FBC Melgar                       |          |
| Záložníci           |                    |                                  |          |
| Paolo Hurtado       | 27. července 1990  | Vitória SC                       |          |
| Christian Cueva     | 23. listopadu 1991 | São Paulo FC                     |          |
| Renato Tapia        | 28. července 1995  | Feyenoord                        |          |
| Andy Polo           | 29. září 1994      | Portland Timbers                 |          |
| Wilder Cartagena    | 23. září 1994      | Club Deportivo Veracruz          |          |
| Yosimar Yotún       | 7. dubna 1990      | Orlando City SC                  |          |
| Pedro Aquino        | 13. dubna 1995     | Lobos BUAP                       |          |
| Útočníci            |                    |                                  |          |
| Paolo Guerrero -    | 1. ledna 1984      | CR Flamengo                      |          |
| Jefferson Farfán    | 26. října 1984     | FK Lokomotiv Moskva              |          |
| Raúl Ruidíaz        | 25. července 1990  | Monarcas Morelia                 |          |
| André Carrillo      | 14. června 1991    | Watford FC                       |          |
| Edison Flores       | 14. května 1994    | Aalborg Boldspilklub             |          |

### Dánsko
Hlavní trenér:  Åge Hareide

| Jméno               | Datum narození    | Klub                     |          |
| Brankáři            | Brankáři          | Brankáři                 | Brankáři |
| ------------------- | ----------------- | ------------------------ | -------- |
| Kasper Schmeichel   | 5. listopadu 1986 | Leicester City FC        |          |
| Jonas Lössl         | 1. února 1989     | Huddersfield Town AFC    |          |
| Frederik Rønnow     | 4. srpna 1992     | Brøndby IF               |          |
| Obránci             |                   |                          |          |
| Jannik Vestergaard  | 3. srpna 1992     | Borussia Mönchengladbach |          |
| Simon Kjær -        | 26. března 1989   | Sevilla FC               |          |
| Jonas Knudsen       | 16. září 1992     | Ipswich Town FC          |          |
| Andreas Christensen | 10. dubna 1996    | Chelsea FC               |          |
| Mathias Jørgensen   | 23. dubna 1990    | Huddersfield Town AFC    |          |
| Henrik Dalsgaard    | 27. července 1989 | Brentford FC             |          |
| Jens Stryger Larsen | 21. února 1991    | Udinese Calcio           |          |
| Záložníci           |                   |                          |          |
| Michael Krohn-Dehli | 6. června 1983    | Deportivo de La Coruña   |          |
| William Kvist       | 24. února 1985    | FC Kodaň                 |          |
| Thomas Delaney      | 3. září 1991      | Werder Brémy             |          |
| Christian Eriksen   | 14. února 1992    | Tottenham Hotspur FC     |          |
| Lukas Lerager       | 12. července 1993 | FC Girondins de Bordeaux |          |
| Lasse Schöne        | 27. května 1986   | AFC Ajax                 |          |
| Útočníci            |                   |                          |          |
| Nicolai Jørgensen   | 15. ledna 1991    | Feyenoord                |          |
| Martin Braithwaite  | 5. června 1991    | FC Girondins de Bordeaux |          |
| Kasper Dolberg      | 6. října 1997     | AFC Ajax                 |          |
| Viktor Fischer      | 9. června 1994    | FC Kodaň                 |          |
| Yussuf Poulsen      | 15. června 1994   | RB Leipzig               |          |
| Andreas Cornelius   | 16. března 1993   | Atalanta BC              |          |
| Pione Sisto         | 4. února 1995     | Celta de Vigo            |          |

## Skupina D

### Argentina
Hlavní trenér:  Jorge Sampaoli

| Jméno              | Datum narození     | Klub                     |          |
| Brankáři           | Brankáři           | Brankáři                 | Brankáři |
| ------------------ | ------------------ | ------------------------ | -------- |
| Nahuel Guzmán      | 10. února 1986     | Tigres UANL              |          |
| Franco Armani      | 16. října 1986     | CA River Plate           |          |
| Willy Caballero    | 28. září 1981      | Chelsea FC               |          |
| Obránci            |                    |                          |          |
| Gabriel Mercado    | 18. března 1987    | Sevilla FC               |          |
| Nicolás Tagliafico | 31. srpna 1992     | AFC Ajax                 |          |
| Cristian Ansaldi   | 20. září 1986      | Turín FC                 |          |
| Federico Fazio     | 17. března 1987    | AS Řím                   |          |
| Marcos Acuña       | 28. října 1991     | Sporting CP              |          |
| Javier Mascherano  | 8. června 1984     | Che-pej Chua-sia Fortune |          |
| Marcos Rojo        | 20. března 1990    | Manchester United FC     |          |
| Nicolás Otamendi   | 12. února 1988     | Manchester City FC       |          |
| Eduardo Salvio     | 13. července 1990  | Benfica Lisabon          |          |
| Záložníci          |                    |                          |          |
| Lucas Biglia       | 30. ledna 1986     | AC Milán                 |          |
| Éver Banega        | 29. června 1988    | Sevilla FC               |          |
| Ángel Di María     | 14. února 1988     | Paris Saint-Germain FC   |          |
| Maximiliano Meza   | 15. ledna 1992     | CA Independiente         |          |
| Enzo Pérez         | 22. února 1986     | CA River Plate           |          |
| Giovani Lo Celso   | 9. dubna 1996      | Paris Saint-Germain FC   |          |
| Cristian Pavón     | 21. ledna 1996     | CA Boca Juniors          |          |
| Útočníci           |                    |                          |          |
| Gonzalo Higuaín    | 10. prosince 1987  | Juventus FC              |          |
| Lionel Messi -     | 24. června 1987    | FC Barcelona             |          |
| Sergio Agüero      | 2. června 1988     | Manchester City FC       |          |
| Paulo Dybala       | 15. listopadu 1993 | Juventus FC              |          |

### Island
Hlavní trenér:  Heimir Hallgrímsson

| Jméno                     | Datum narození     | Klub                 |          |
| Brankáři                  | Brankáři           | Brankáři             | Brankáři |
| ------------------------- | ------------------ | -------------------- | -------- |
| Hannes Þór Halldórsson    | 27. dubna 1984     | Randers FC           |          |
| Frederik Schram           | 19. ledna 1995     | FC Roskilde          |          |
| Rúnar Alex Rúnarsson      | 18. února 1995     | FC Nordsjælland      |          |
| Obránci                   |                    |                      |          |
| Birkir Már Sævarsson      | 11. listopadu 1984 | Valur                |          |
| Sverrir Ingi Ingason      | 5. srpna 1993      | FK Rostov            |          |
| Ragnar Sigurðsson         | 19. června 1986    | FK Rostov            |          |
| Kári Árnason              | 13. října 1982     | Aberdeen FC          |          |
| Hólmar Örn Eyjólfsson     | 6. srpna 1990      | PFK Levski Sofia     |          |
| Hördur Björgvin Magnússon | 11. února 1993     | Bristol City FC      |          |
| Ari Freyr Skúlason        | 14. května 1987    | KSC Lokeren          |          |
| Záložníci                 |                    |                      |          |
| Samúel Kári Fridjónsson   | 22. února 1996     | Vålerenga IF         |          |
| Albert Gudmundsson        | 15. června 1997    | PSV Eindhoven        |          |
| Jóhann Berg Guðmundsson   | 27. října 1990     | Burnley FC           |          |
| Birkir Bjarnason          | 27. května 1988    | Aston Villa FC       |          |
| Gylfi Sigurðsson          | 8. září 1989       | Everton FC           |          |
| Ólafur Skúlason           | 1. dubna 1983      | Kardemir Karabükspor |          |
| Aron Gunnarsson -         | 22. dubna 1989     | Cardiff City FC      |          |
| Rúrik Gíslason            | 23. února 1988     | SV Sandhausen        |          |
| Emil Hallfreðsson         | 29. června 1984    | Udinese Calcio       |          |
| Arnór Ingvi Traustason    | 30. dubna 1993     | Malmö FF             |          |
| Útočníci                  |                    |                      |          |
| Björn Sigurdarson         | 26. února 1991     | FK Rostov            |          |
| Alfreð Finnbogason        | 1. února 1989      | FC Augsburg          |          |
| Jón Dadi Bödvarsson       | 25. května 1992    | Reading FC           |          |

### Chorvatsko
Hlavní trenér:  Zlatko Dalić

| Jméno             | Datum narození     | Klub                 |          |
| Brankáři          | Brankáři           | Brankáři             | Brankáři |
| ----------------- | ------------------ | -------------------- | -------- |
| Dominik Livaković | 9. ledna 1995      | GNK Dinamo Záhřeb    |          |
| Lovre Kalinić     | 3. dubna 1990      | KAA Gent             |          |
| Danijel Subašić   | 27. října 1984     | AS Monaco FC         |          |
| Obránci           |                    |                      |          |
| Šime Vrsaljko     | 10. ledna 1992     | Atlético Madrid      |          |
| Ivan Strinić      | 17. července 1987  | AC Milán             |          |
| Vedran Ćorluka    | 5. února 1986      | FK Lokomotiv Moskva  |          |
| Dejan Lovren      | 5. července 1989   | Liverpool FC         |          |
| Tin Jedvaj        | 28. listopadu 1995 | Bayer 04 Leverkusen  |          |
| Duje Ćaleta-Car   | 17. září 1996      | FC Red Bull Salzburg |          |
| Domagoj Vida      | 29. dubna 1989     | Beşiktaş JK          |          |
| Josip Pivarić     | 30. ledna 1989     | FK Dynamo Kyjev      |          |
| Záložníci         |                    |                      |          |
| Ivan Rakitić      | 10. března 1988    | FC Barcelona         |          |
| Mateo Kovačić     | 6. května 1994     | Real Madrid          |          |
| Luka Modrić -     | 9. září 1985       | Real Madrid          |          |
| Marcelo Brozović  | 16. listopadu 1992 | FC Inter Milán       |          |
| Filip Bradarić    | 11. ledna 1992     | HNK Rijeka           |          |
| Milan Badelj      | 25. února 1989     | ACF Fiorentina       |          |
| Útočníci          |                    |                      |          |
| Ivan Perišić      | 2. února 1989      | FC Inter Milán       |          |
| Andrej Kramarić   | 19. června 1991    | TSG 1899 Hoffenheim  |          |
| Nikola Kalinić    | 5. ledna 1988      | AC Milán             |          |
| Mario Mandžukić   | 21. května 1986    | Juventus FC          |          |
| Ante Rebić        | 21. září 1993      | Eintracht Frankfurt  |          |
| Marko Pjaca       | 6. května 1995     | FC Schalke 04        |          |

### Nigérie
Hlavní trenér:  Gernot Rohr

| Jméno                  | Datum narození    | Klub                     |          |
| Brankáři               | Brankáři          | Brankáři                 | Brankáři |
| ---------------------- | ----------------- | ------------------------ | -------- |
| Ikechukwu Ezenwa       | 16. října 1988    | Enyimba International FC |          |
| Daniel Akpeyi          | 8. srpna 1986     | Chippa United FC         |          |
| Francis Uzoho          | 28. října 1998    | Deportivo de La Coruña   |          |
| Obránci                |                   |                          |          |
| Brian Idowu            | 18. května 1992   | FK Amkar Perm            |          |
| Uwa Elderson Echiéjilé | 20. ledna 1988    | Cercle Brugge KSV        |          |
| William Troost-Ekong   | 1. září 1993      | Bursaspor                |          |
| Leon Balogun           | 28. června 1988   | 1. FSV Mainz 05          |          |
| Shehu Abdullahi        | 12. srpna 1993    | Bursaspor                |          |
| Chidozie Awaziem       | 1. ledna 1997     | FC Nantes                |          |
| Tyronne Ebuehi         | 16. prosince 1995 | ADO Den Haag             |          |
| Kenneth Omeruo         | 17. října 1993    | Kasımpaşa SK             |          |
| Záložníci              |                   |                          |          |
| Wilfred Ndidi          | 16. prosince 1996 | Leicester City FC        |          |
| Oghenekaro Etebo       | 9. listopadu 1995 | UD Las Palmas            |          |
| John Obi Mikel -       | 22. dubna 1987    | Tchien-ťin Teda          |          |
| Joel Obi               | 22. května 1991   | Turín FC                 |          |
| Ogenyi Onazi           | 25. prosince 1992 | Trabzonspor              |          |
| John Ogu               | 20. dubna 1988    | Hapoel Beer Ševa FC      |          |
| Útočníci               |                   |                          |          |
| Ahmed Musa             | 14. října 1992    | PFK CSKA Moskva          |          |
| Odion Ighalo           | 16. června 1989   | Čchang-čchun Ja-tchaj    |          |
| Victor Moses           | 12. prosince 1990 | Chelsea FC               |          |
| Simeon Nwankwo         | 7. května 1992    | FC Crotone               |          |
| Kelechi Iheanacho      | 10. srpna 1996    | Leicester City FC        |          |
| Alex Iwobi             | 3. května 1996    | Arsenal FC               |          |

## Skupina E

### Brazílie
Hlavní trenér:  Tite

| Jméno             | Datum narození    | Klub                             |          |
| Brankáři          | Brankáři          | Brankáři                         | Brankáři |
| ----------------- | ----------------- | -------------------------------- | -------- |
| Alisson           | 2. října 1992     | AS Řím                           |          |
| Cássio            | 6. června 1987    | SC Corinthians Paulista          |          |
| Ederson           | 17. srpna 1993    | Manchester City FC               |          |
| Obránci           |                   |                                  |          |
| Thiago Silva      | 22. září 1984     | Paris Saint-Germain FC           |          |
| João Miranda      | 7. září 1984      | FC Inter Milán                   |          |
| Pedro Geromel     | 21. září 1985     | Grêmio Foot-Ball Porto Alegrense |          |
| Filipe Luís       | 9. srpna 1985     | Atlético Madrid                  |          |
| Marcelo           | 12. května 1988   | Real Madrid                      |          |
| Marquinhos        | 14. května 1994   | Paris Saint-Germain FC           |          |
| Danilo            | 15. července 1991 | Manchester City FC               |          |
| Fagner            | 11. června 1989   | SC Corinthians Paulista          |          |
| Záložníci         |                   |                                  |          |
| Casemiro          | 23. února 1992    | Real Madrid                      |          |
| Renato Augusto    | 8. února 1988     | Peking Čung-che Kuo-an           |          |
| Philippe Coutinho | 16. února 1992    | FC Barcelona                     |          |
| Paulinho          | 25. července 1988 | FC Barcelona                     |          |
| Fernandinho       | 4. května 1985    | Manchester City FC               |          |
| Fred              | 5. března 1993    | FK Šachtar Doněck                |          |
| Willian           | 9. srpna 1988     | Chelsea FC                       |          |
| Útočníci          |                   |                                  |          |
| Douglas Costa     | 14. září 1990     | Juventus FC                      |          |
| Gabriel Jesus     | 3. dubna 1997     | Manchester City FC               |          |
| Neymar -          | 5. února 1992     | Paris Saint-Germain FC           |          |
| Roberto Firmino   | 2. října 1991     | Liverpool FC                     |          |
| Taison            | 13. ledna 1988    | FK Šachtar Doněck                |          |

### Švýcarsko
Hlavní trenér:  Vladimir Petković

| Jméno                  | Datum narození     | Klub                     |          |
| Brankáři               | Brankáři           | Brankáři                 | Brankáři |
| ---------------------- | ------------------ | ------------------------ | -------- |
| Yann Sommer            | 17. prosince 1988  | Borussia Mönchengladbach |          |
| Yvon Mvogo             | 6. června 1994     | RB Leipzig               |          |
| Roman Bürki            | 14. listopadu 1990 | Borussia Dortmund        |          |
| Obránci                |                    |                          |          |
| Stephan Lichtsteiner - | 16. ledna 1984     | Juventus FC              |          |
| François Moubandje     | 21. června 1990    | Toulouse FC              |          |
| Nico Elvedi            | 30. září 1996      | Borussia Mönchengladbach |          |
| Manuel Akanji          | 19. července 1995  | Borussia Dortmund        |          |
| Michael Lang           | 8. února 1991      | FC Basilej               |          |
| Ricardo Rodríguez      | 25. srpna 1992     | AC Milán                 |          |
| Johan Djourou          | 18. ledna 1987     | Antalyaspor              |          |
| Fabian Schär           | 20. prosince 1991  | Deportivo de La Coruña   |          |
| Záložníci              |                    |                          |          |
| Remo Freuler           | 15. dubna 1992     | Atalanta BC              |          |
| Granit Xhaka           | 27. září 1992      | Arsenal FC               |          |
| Valon Behrami          | 19. dubna 1985     | Udinese Calcio           |          |
| Steven Zuber           | 17. srpna 1991     | TSG 1899 Hoffenheim      |          |
| Blerim Džemaili        | 12. dubna 1986     | Bologna FC 1909          |          |
| Gelson Fernandes       | 2. září 1986       | Eintracht Frankfurt      |          |
| Denis Zakaria          | 20. listopadu 1996 | Borussia Mönchengladbach |          |
| Xherdan Shaqiri        | 10. října 1991     | Stoke City FC            |          |
| Útočníci               |                    |                          |          |
| Breel Embolo           | 14. února 1997     | FC Schalke 04            |          |
| Haris Seferović        | 22. února 1992     | Benfica Lisabon          |          |
| Mario Gavranović       | 24. listopadu 1989 | GNK Dinamo Záhřeb        |          |
| Josip Drmić            | 8. srpna 1992      | Borussia Mönchengladbach |          |

### Kostarika
Hlavní trenér:  Óscar Ramírez

| Jméno              | Datum narození     | Klub                   |          |
| Brankáři           | Brankáři           | Brankáři               | Brankáři |
| ------------------ | ------------------ | ---------------------- | -------- |
| Keylor Navas       | 15. prosince 1986  | Real Madrid            |          |
| Patrick Pemberton  | 24. dubna 1982     | LD Alajuelense         |          |
| Leonel Moreira     | 2. dubna 1990      | CS Herediano           |          |
| Obránci            |                    |                        |          |
| Johnny Acosta      | 21. července 1983  | Águilas Doradas        |          |
| Giancarlo González | 8. února 1988      | Bologna FC 1909        |          |
| Ian Smith          | 6. března 1998     | IFK Norrköping         |          |
| Óscar Duarte       | 3. června 1989     | RCD Espanyol           |          |
| Bryan Oviedo       | 18. února 1990     | Sunderland AFC         |          |
| Francisco Calvo    | 8. července 1992   | Minnesota United FC    |          |
| Cristian Gamboa    | 24. října 1989     | Celtic FC              |          |
| Kendall Waston     | 1. ledna 1988      | Vancouver Whitecaps FC |          |
| Kenner Gutiérrez   | 9. června 1989     | LD Alajuelense         |          |
| Záložníci          |                    |                        |          |
| Celso Borges       | 27. května 1988    | Deportivo de La Coruña |          |
| Christian Bolaños  | 17. května 1984    | Deportivo Saprissa     |          |
| Joel Campbell      | 26. června 1992    | Real Betis             |          |
| Bryan Ruiz -       | 18. srpna 1985     | Sporting CP            |          |
| Rodney Wallace     | 17. června 1988    | New York City FC       |          |
| Randall Azofeifa   | 30. prosince 1984  | CS Herediano           |          |
| Yeltsin Tejeda     | 17. března 1992    | FC Lausanne-Sport      |          |
| David Guzmán       | 18. února 1990     | Portland Timbers       |          |
| Útočníci           |                    |                        |          |
| Johan Venegas      | 27. listopadu 1988 | Deportivo Saprissa     |          |
| Daniel Colindres   | 10. ledna 1985     | Deportivo Saprissa     |          |
| Marco Ureña        | 5. března 1990     | Los Angeles FC         |          |

### Srbsko
Hlavní trenér:  Mladen Krstajić

| Jméno                   | Datum narození     | Klub                     |          |
| Brankáři                | Brankáři           | Brankáři                 | Brankáři |
| ----------------------- | ------------------ | ------------------------ | -------- |
| Vladimir Stojković      | 28. července 1983  | FK Partizan              |          |
| Predrag Rajković        | 31. října 1995     | Maccabi Tel Aviv FC      |          |
| Marko Dmitrović         | 24. ledna 1992     | SD Eibar                 |          |
| Obránci                 |                    |                          |          |
| Antonio Rukavina        | 26. ledna 1984     | Villarreal CF            |          |
| Duško Tošić             | 19. ledna 1985     | Beşiktaş JK              |          |
| Uroš Spajić             | 13. února 1993     | RSC Anderlecht           |          |
| Branislav Ivanović      | 22. února 1984     | FK Zenit Sankt-Petěrburg |          |
| Aleksandar Kolarov -    | 10. listopadu 1985 | AS Řím                   |          |
| Miloš Veljković         | 26. září 1995      | Werder Brémy             |          |
| Milan Rodić             | 2. dubna 1991      | FK Crvena zvezda         |          |
| Nikola Milenković       | 12. října 1997     | ACF Fiorentina           |          |
| Záložníci               |                    |                          |          |
| Luka Milivojević        | 7. dubna 1991      | Crystal Palace FC        |          |
| Andrija Živković        | 11. července 1996  | Benfica Lisabon          |          |
| Dušan Tadić             | 20. listopadu 1988 | Southampton FC           |          |
| Marko Grujić            | 13. dubna 1996     | Cardiff City FC          |          |
| Filip Kostić            | 1. listopadu 1992  | Hamburger SV             |          |
| Sergej Milinković-Savić | 27. února 1995     | SS Lazio                 |          |
| Nemanja Matić           | 1. srpna 1988      | Manchester United FC     |          |
| Adem Ljajić             | 29. září 1991      | Turín FC                 |          |
| Útočníci                |                    |                          |          |
| Aleksandar Prijović     | 21. dubna 1990     | PAOK Soluň               |          |
| Aleksandar Mitrović     | 16. září 1994      | Fulham FC                |          |
| Nemanja Radonjić        | 15. února 1996     | FK Crvena zvezda         |          |
| Luka Jović              | 23. prosince 1997  | Eintracht Frankfurt      |          |

## Skupina F

### Německo
Hlavní trenér:  Joachim Löw

| Jméno                 | Datum narození    | Klub                     |          |
| Brankáři              | Brankáři          | Brankáři                 | Brankáři |
| --------------------- | ----------------- | ------------------------ | -------- |
| Manuel Neuer -        | 23. července 1986 | FC Bayern Mnichov        |          |
| Kevin Trapp           | 8. července 1990  | Paris Saint-Germain FC   |          |
| Marc-André ter Stegen | 30. dubna 1992    | FC Barcelona             |          |
| Obránci               |                   |                          |          |
| Marvin Plattenhardt   | 26. ledna 1992    | Hertha BSC               |          |
| Jonas Hector          | 27. května 1990   | 1. FC Köln               |          |
| Matthias Ginter       | 19. ledna 1994    | Borussia Mönchengladbach |          |
| Mats Hummels          | 16. prosince 1988 | FC Bayern Mnichov        |          |
| Niklas Süle           | 3. září 1995      | FC Bayern Mnichov        |          |
| Antonio Rüdiger       | 3. března 1993    | Chelsea FC               |          |
| Jérôme Boateng        | 3. září 1988      | FC Bayern Mnichov        |          |
| Joshua Kimmich        | 8. února 1995     | FC Bayern Mnichov        |          |
| Záložníci             |                   |                          |          |
| Sami Khedira          | 4. dubna 1987     | Juventus FC              |          |
| Julian Draxler        | 20. září 1993     | Paris Saint-Germain FC   |          |
| Toni Kroos            | 4. ledna 1990     | Real Madrid              |          |
| Mesut Özil            | 15. října 1988    | Arsenal FC               |          |
| Thomas Müller         | 13. září 1989     | FC Bayern Mnichov        |          |
| Leon Goretzka         | 6. února 1995     | FC Schalke 04            |          |
| Sebastian Rudy        | 28. února 1990    | FC Bayern Mnichov        |          |
| Julian Brandt         | 2. května 1996    | Bayer 04 Leverkusen      |          |
| İlkay Gündoğan        | 24. října 1990    | Manchester City FC       |          |
| Útočníci              |                   |                          |          |
| Timo Werner           | 6. března 1996    | RB Leipzig               |          |
| Marco Reus            | 31. května 1989   | Borussia Dortmund        |          |
| Mario Gómez           | 10. července 1985 | VfB Stuttgart            |          |

### Mexiko
Hlavní trenér:  Juan Carlos Osorio

| Jméno                | Datum narození    | Klub                      |          |
| Brankáři             | Brankáři          | Brankáři                  | Brankáři |
| -------------------- | ----------------- | ------------------------- | -------- |
| José de Jesús Corona | 26. ledna 1981    | Cruz Azul                 |          |
| Alfredo Talavera     | 18. září 1982     | Deportivo Toluca FC       |          |
| Guillermo Ochoa      | 13. července 1985 | Standard Lutych           |          |
| Obránci              |                   |                           |          |
| Hugo Ayala           | 31. března 1987   | Tigres UANL               |          |
| Carlos Salcedo       | 29. září 1993     | Eintracht Frankfurt       |          |
| Rafael Márquez -     | 13. února 1979    | CD Guadalajara            |          |
| Héctor Moreno        | 17. ledna 1988    | Real Sociedad             |          |
| Héctor Herrera       | 19. dubna 1990    | FC Porto                  |          |
| Edson Álvarez        | 24. října 1997    | Club América              |          |
| Záložníci            |                   |                           |          |
| Érick Gutiérrez      | 15. června 1995   | CF Pachuca                |          |
| Jonathan dos Santos  | 26. dubna 1990    | Los Angeles Galaxy        |          |
| Miguel Layún         | 25. června 1988   | Sevilla FC                |          |
| Giovani dos Santos   | 11. května 1989   | Los Angeles Galaxy        |          |
| Jesús Manuel Corona  | 6. ledna 1993     | FC Porto                  |          |
| Andrés Guardado      | 28. září 1986     | Real Betis                |          |
| Javier Aquino        | 11. února 1990    | Tigres UANL               |          |
| Jesús Gallardo       | 15. srpna 1994    | Club Universidad Nacional |          |
| Útočníci             |                   |                           |          |
| Marco Fabián         | 26. července 1989 | Cruz Azul                 |          |
| Raúl Jiménez         | 5. května 1991    | Benfica Lisabon           |          |
| Carlos Vela          | 1. března 1989    | Los Angeles FC            |          |
| Javier Hernández     | 1. června 1988    | West Ham United FC        |          |
| Oribe Peralta        | 12. ledna 1984    | Club América              |          |
| Hirving Lozano       | 30. července 1995 | PSV Eindhoven             |          |

### Švédsko
Hlavní trenér:  Janne Andersson

| Jméno                | Datum narození    | Klub                 |          |
| Brankáři             | Brankáři          | Brankáři             | Brankáři |
| -------------------- | ----------------- | -------------------- | -------- |
| Robin Olsen          | 8. ledna 1990     | FC Kodaň             |          |
| Karl-Johan Johnsson  | 28. ledna 1990    | EA Guingamp          |          |
| Kristoffer Nordfeldt | 23. června 1989   | Swansea City AFC     |          |
| Obránci              |                   |                      |          |
| Mikael Lustig        | 13. prosince 1986 | Celtic FC            |          |
| Victor Lindelöf      | 17. července 1994 | Manchester United FC |          |
| Andreas Granqvist -  | 16. dubna 1985    | FK Krasnodar         |          |
| Martin Olsson        | 17. května 1988   | Swansea City AFC     |          |
| Ludwig Augustinsson  | 21. dubna 1994    | Werder Brémy         |          |
| Filip Helander       | 22. dubna 1993    | Bologna FC 1909      |          |
| Emil Krafth          | 2. srpna 1994     | Bologna FC 1909      |          |
| Pontus Jansson       | 13. února 1991    | Leeds United FC      |          |
| Záložníci            |                   |                      |          |
| Sebastian Larsson    | 6. června 1985    | Hull City AFC        |          |
| Albin Ekdal          | 28. července 1989 | Hamburger SV         |          |
| Emil Forsberg        | 23. října 1991    | RB Leipzig           |          |
| Gustav Svensson      | 7. února 1987     | Seattle Sounders FC  |          |
| Oscar Hiljemark      | 28. června 1992   | Janov CFC            |          |
| Viktor Claesson      | 2. ledna 1992     | FK Krasnodar         |          |
| Marcus Rohdén        | 11. května 1991   | FC Crotone           |          |
| Jimmy Durmaz         | 22. března 1989   | Toulouse FC          |          |
| Útočníci             |                   |                      |          |
| Marcus Berg          | 17. srpna 1986    | Al Ajn FC            |          |
| John Guidetti        | 15. dubna 1992    | Deportivo Alavés     |          |
| Ola Toivonen         | 3. července 1986  | Toulouse FC          |          |
| Isaac Kiese Thelin   | 24. června 1992   | Waasland-Beveren     |          |

### Jižní Korea
Hlavní trenér:  Šin Te-jong

| Jméno          | Datum narození    | Klub                  |          |
| Brankáři       | Brankáři          | Brankáři              | Brankáři |
| -------------- | ----------------- | --------------------- | -------- |
| Kim Sung-kju   | 30. září 1990     | Vissel Kóbe           |          |
| Kim Čin-hjo    | 6. července 1987  | Cerezo Ósaka          |          |
| Čche Hjon-u    | 25. září 1991     | Tegu FC               |          |
| Obránci        |                   |                       |          |
| I Jong         | 24. prosince 1986 | Čonbuk Hyundai Motors |          |
| Čong Song-hjon | 3. dubna 1994     | Sagan Tosu            |          |
| O Pan-suk      | 20. května 1988   | Čeču United FC        |          |
| Jun Jong-sun   | 4. října 1988     | Songnam FC            |          |
| Pak Ču-ho      | 16. ledna 1987    | Ulsan HD FC           |          |
| Kim Min-u      | 25. února 1990    | Kimčchon Sangmu FC    |          |
| Hong Čchol     | 17. září 1990     | Kimčchon Sangmu FC    |          |
| Kim Jong-kwon  | 27. února 1990    | Kuang-čou FC          |          |
| Čang Hjon-su   | 28. září 1991     | FC Tokio              |          |
| Ko Jo-han      | 10. března 1988   | FC Seoul              |          |
| Záložníci      |                   |                       |          |
| Ču Se-čong     | 30. října 1990    | Asan Mugunghwa FC     |          |
| I Sung-u       | 6. ledna 1998     | Hellas Verona FC      |          |
| Ku Ča-čchol    | 27. února 1989    | FC Augsburg           |          |
| Čong U-jong    | 14. prosince 1989 | Vissel Kóbe           |          |
| Ki Song-jong - | 24. ledna 1989    | Swansea City AFC      |          |
| I Če-song      | 10. srpna 1992    | Čonbuk Hyundai Motors |          |
| Mun Son-min    | 9. června 1992    | Inčchon United FC     |          |
| Útočníci       |                   |                       |          |
| Son Hung-min   | 8. července 1992  | Tottenham Hotspur FC  |          |
| Kim Šin-uk     | 14. dubna 1988    | Čonbuk Hyundai Motors |          |
| Hwang Hi-čchan | 26. ledna 1996    | FC Red Bull Salzburg  |          |

## Skupina G

### Belgie
Hlavní trenér:  Roberto Martínez

| Jméno              | Datum narození     | Klub                     |          |
| Brankáři           | Brankáři           | Brankáři                 | Brankáři |
| ------------------ | ------------------ | ------------------------ | -------- |
| Thibaut Courtois   | 11. května 1992    | Chelsea FC               |          |
| Simon Mignolet     | 6. března 1988     | Liverpool FC             |          |
| Koen Casteels      | 25. června 1992    | VfL Wolfsburg            |          |
| Obránci            |                    |                          |          |
| Toby Alderweireld  | 2. března 1989     | Tottenham Hotspur FC     |          |
| Thomas Vermaelen   | 14. listopadu 1985 | FC Barcelona             |          |
| Vincent Kompany    | 10. dubna 1986     | Manchester City FC       |          |
| Jan Vertonghen     | 24. dubna 1987     | Tottenham Hotspur FC     |          |
| Thomas Meunier     | 12. září 1991      | Paris Saint-Germain FC   |          |
| Dedryck Boyata     | 28. listopadu 1990 | Celtic FC                |          |
| Leander Dendoncker | 15. dubna 1995     | RSC Anderlecht           |          |
| Záložníci          |                    |                          |          |
| Axel Witsel        | 12. ledna 1989     | Tchien-ťin Čchüan-ťien   |          |
| Kevin De Bruyne    | 28. června 1991    | Manchester City FC       |          |
| Marouane Fellaini  | 22. listopadu 1987 | Manchester United FC     |          |
| Yannick Carrasco   | 4. září 1993       | Ta-lien I-fang           |          |
| Thorgan Hazard     | 29. března 1993    | Borussia Mönchengladbach |          |
| Youri Tielemans    | 7. května 1997     | AS Monaco FC             |          |
| Moussa Dembélé     | 16. července 1987  | Tottenham Hotspur FC     |          |
| Nacer Chadli       | 2. srpna 1989      | West Bromwich Albion FC  |          |
| Útočníci           |                    |                          |          |
| Romelu Lukaku      | 13. května 1993    | Manchester United FC     |          |
| Eden Hazard -      | 7. ledna 1991      | Chelsea FC               |          |
| Dries Mertens      | 6. května 1987     | SSC Neapol               |          |
| Adnan Januzaj      | 5. února 1995      | Real Sociedad            |          |
| Michy Batshuayi    | 2. října 1993      | Borussia Dortmund        |          |

### Panama
Hlavní trenér:  Hernán Darío Gómez

| Jméno                | Datum narození     | Klub                         |          |
| Brankáři             | Brankáři           | Brankáři                     | Brankáři |
| -------------------- | ------------------ | ---------------------------- | -------- |
| Jaime Penedo         | 26. září 1981      | FC Dinamo București          |          |
| José Calderón        | 14. srpna 1985     | Club Deportivo Universitario |          |
| Álex Rodríguez       | 5. srpna 1990      | San Francisco FC             |          |
| Obránci              |                    |                              |          |
| Michael Amir Murillo | 5. srpna 1990      | New York Red Bulls           |          |
| Hárold Cummings      | 1. března 1992     | San Jose Earthquakes         |          |
| Fidel Escobar        | 9. ledna 1995      | New York Red Bulls           |          |
| Román Torres         | 20. března 1986    | Seattle Sounders FC          |          |
| Adolfo Machado       | 14. února 1985     | Houston Dynamo FC            |          |
| Éric Davis           | 31. března 1991    | FC DAC 1904 Dunajská Streda  |          |
| Luis Ovalle          | 7. září 1988       | CD Olimpia                   |          |
| Felipe Baloy -       | 24. února 1981     | CSD Municipal                |          |
| Záložníci            |                    |                              |          |
| Gabriel Gómez        | 29. května 1984    | CA Bucaramanga               |          |
| Édgar Bárcenas       | 23. října 1993     | CF Cafetaleros de Tapachula  |          |
| Armando Cooper       | 26. listopadu 1987 | Club Universidad de Chile    |          |
| Valentín Pimentel    | 30. května 1991    | CD Plaza Amador              |          |
| Ricardo Ávila        | 4. února 1997      | KRC Genk                     |          |
| Aníbal Godoy         | 10. února 1990     | San Jose Earthquakes         |          |
| José Luis Rodríguez  | 19. června 1998    | KRC Genk                     |          |
| Útočníci             |                    |                              |          |
| Blas Pérez           | 13. března 1981    | CSD Municipal                |          |
| Gabriel Torres       | 31. října 1988     | CD Huachipato                |          |
| Ismael Díaz          | 12. května 1997    | RCD Fabril                   |          |
| Abdiel Arroyo        | 13. prosince 1993  | LD Alajuelense               |          |
| Luis Tejada          | 28. března 1982    | Sport Boys Association       |          |

### Tunisko
Hlavní trenér:  Nabíl Maalúl

| Jméno                  | Datum narození    | Klub                        |          |
| Brankáři               | Brankáři          | Brankáři                    | Brankáři |
| ---------------------- | ----------------- | --------------------------- | -------- |
| Fárúk bin Mustafá      | 1. července 1989  | Aš-Šabab FC                 |          |
| Ajmán Maslúsí -        | 14. září 1984     | Al Batin FC                 |          |
| Muizz Hasan            | 5. března 1995    | LB Châteauroux              |          |
| Obránci                |                   |                             |          |
| Síám bin Júsif         | 31. března 1989   | Kasımpaşa SK                |          |
| Yohan Binaluání        | 28. března 1987   | Leicester City FC           |          |
| Jasín Maríá            | 2. července 1993  | CS Sfaxien                  |          |
| Usáma Haddadí          | 28. ledna 1992    | Dijon FCO                   |          |
| Ramí Baduí             | 19. ledna 1990    | Étoile Sportive du Sahel    |          |
| Dylan Bronn            | 19. června 1995   | KRC Genk                    |          |
| Alí Maalúl             | 1. ledna 1990     | Al-Ahly SC                  |          |
| Hamdí Naggúz           | 28. října 1992    | Zamalek SC                  |          |
| Záložníci              |                   |                             |          |
| Anís Badrí             | 18. září 1990     | Espérance Sportive de Tunis |          |
| Fardžaní Sasí          | 18. března 1992   | Al-Nassr FC                 |          |
| Muhammad Amín bin Amúr | 3. května 1992    | Al Ahli                     |          |
| Alljís Schirí          | 10. května 1995   | Montpellier HSC             |          |
| Útočníci               |                   |                             |          |
| Sajfaddín Chauí        | 27. dubna 1995    | Troyes AC                   |          |
| Fachraddín bin Júsif   | 21. června 1991   | Al Ettifaq FC               |          |
| Vahbí Chazrí           | 8. února 1991     | Stade Rennais FC            |          |
| Ahmad Chalíl           | 21. prosince 1994 | Club Africain               |          |
| Basím Srarfí           | 25. června 1997   | OGC Nice                    |          |
| Sabír Chalífa          | 14. října 1986    | Club Africain               |          |
| Ghailín Čaalalí        | 28. února 1994    | Espérance Sportive de Tunis |          |
| Najím Slití            | 27. července 1992 | Dijon FCO                   |          |

### Anglie
Hlavní trenér:  Gareth Southgate

| Jméno                  | Datum narození     | Klub                 |          |
| Brankáři               | Brankáři           | Brankáři             | Brankáři |
| ---------------------- | ------------------ | -------------------- | -------- |
| Jordan Pickford        | 7. března 1994     | Everton FC           |          |
| Jack Butland           | 10. března 1993    | Stoke City FC        |          |
| Nick Pope              | 19. dubna 1992     | Burnley FC           |          |
| Obránci                |                    |                      |          |
| Kyle Walker            | 28. května 1990    | Manchester City FC   |          |
| Danny Rose             | 2. července 1990   | Tottenham Hotspur FC |          |
| John Stones            | 28. května 1994    | Manchester City FC   |          |
| Harry Maguire          | 5. března 1993     | Leicester City FC    |          |
| Kieran Trippier        | 19. září 1990      | Tottenham Hotspur FC |          |
| Gary Cahill            | 19. prosince 1985  | Chelsea FC           |          |
| Phil Jones             | 21. února 1992     | Manchester United FC |          |
| Fabian Delph           | 21. listopadu 1989 | Manchester City FC   |          |
| Ashley Young           | 9. července 1985   | Manchester United FC |          |
| Trent Alexander-Arnold | 7. října 1998      | Liverpool FC         |          |
| Záložníci              |                    |                      |          |
| Eric Dier              | 15. ledna 1994     | Tottenham Hotspur FC |          |
| Jesse Lingard          | 15. prosince 1992  | Manchester United FC |          |
| Jordan Henderson       | 17. června 1990    | Liverpool FC         |          |
| Dele Alli              | 11. dubna 1996     | Tottenham Hotspur FC |          |
| Ruben Loftus-Cheek     | 23. ledna 1996     | Chelsea FC           |          |
| Útočníci               |                    |                      |          |
| Harry Kane -           | 28. července 1993  | Tottenham Hotspur FC |          |
| Raheem Sterling        | 8. prosince 1994   | Manchester City FC   |          |
| Jamie Vardy            | 11. ledna 1987     | Leicester City FC    |          |
| Danny Welbeck          | 26. listopadu 1990 | Arsenal FC           |          |
| Marcus Rashford        | 31. října 1997     | Manchester United FC |          |

## Skupina H

### Polsko
Hlavní trenér:  Adam Nawałka

| Jméno                | Datum narození    | Klub                    |          |
| Brankáři             | Brankáři          | Brankáři                | Brankáři |
| -------------------- | ----------------- | ----------------------- | -------- |
| Wojciech Szczęsny    | 18. dubna 1990    | Juventus FC             |          |
| Bartosz Białkowski   | 6. července 1987  | Ipswich Town FC         |          |
| Łukasz Fabiański     | 18. dubna 1985    | Swansea City AFC        |          |
| Obránci              |                   |                         |          |
| Michał Pazdan        | 21. září 1987     | Legia Warszawa          |          |
| Artur Jędrzejczyk    | 4. listopadu 1987 | Legia Warszawa          |          |
| Thiago Rangel Cionek | 21. dubna 1986    | S.P.A.L.                |          |
| Jan Bednarek         | 12. dubna 1996    | Southampton FC          |          |
| Kamil Glik           | 3. února 1988     | AS Monaco FC            |          |
| Bartosz Bereszyński  | 12. července 1992 | UC Sampdoria            |          |
| Łukasz Piszczek      | 3. června 1985    | Borussia Dortmund       |          |
| Záložníci            |                   |                         |          |
| Jacek Góralski       | 21. září 1992     | PFK Ludogorec Razgrad   |          |
| Karol Linetty        | 2. února 1995     | UC Sampdoria            |          |
| Grzegorz Krychowiak  | 29. ledna 1990    | West Bromwich Albion FC |          |
| Kamil Grosicki       | 8. června 1988    | Hull City AFC           |          |
| Maciej Rybus         | 19. srpna 1989    | FK Lokomotiv Moskva     |          |
| Jakub Błaszczykowski | 14. prosince 1985 | VfL Wolfsburg           |          |
| Sławomir Peszko      | 19. února 1985    | Lechia Gdańsk           |          |
| Piotr Zieliński      | 20. května 1994   | SSC Neapol              |          |
| Rafał Kurzawa        | 29. ledna 1993    | Górnik Zabrze           |          |
| Útočníci             |                   |                         |          |
| Arkadiusz Milik      | 28. února 1994    | SSC Neapol              |          |
| Robert Lewandowski - | 21. srpna 1988    | FC Bayern Mnichov       |          |
| Łukasz Teodorczyk    | 3. června 1991    | RSC Anderlecht          |          |
| Dawid Kownacki       | 14. března 1997   | UC Sampdoria            |          |

### Senegal
Hlavní trenér:  Aliou Cissé

| Jméno              | Datum narození     | Klub                     |          |
| Brankáři           | Brankáři           | Brankáři                 | Brankáři |
| ------------------ | ------------------ | ------------------------ | -------- |
| Abdoullaye Diallo  | 30. března 1992    | Stade Rennais FC         |          |
| Khadim N'Diaye     | 5. dubna 1985      | Horoya AC                |          |
| Alfred Gomis       | 5. září 1993       | S.P.A.L.                 |          |
| Obránci            |                    |                          |          |
| Adama Mbengue      | 1. prosince 1993   | SM Caen                  |          |
| Kalidou Koulibaly  | 20. června 1991    | SSC Neapol               |          |
| Kara Mbodji        | 22. listopadu 1989 | RSC Anderlecht           |          |
| Youssouf Sabaly    | 5. března 1993     | FC Girondins de Bordeaux |          |
| Lamine Gassama     | 20. října 1989     | Alanyaspor               |          |
| Moussa Wagué       | 4. října 1998      | KAS Eupen                |          |
| Záložníci          |                    |                          |          |
| Idrissa Gueye      | 20. června 1989    | Everton FC               |          |
| Salif Sané         | 25. srpna 1990     | Hannover 96              |          |
| Cheikhou Kouyaté - | 21. prosince 1989  | West Ham United FC       |          |
| Cheikh N'Doye      | 29. března 1986    | Birmingham City FC       |          |
| Alfred N'Diaye     | 6. března 1990     | Everton FC               |          |
| Badou N'Diaye      | 27. října 1990     | Stoke City FC            |          |
| Útočníci           |                    |                          |          |
| Moussa Sow         | 19. ledna 1986     | Bursaspor                |          |
| Mame Biram Diouf   | 16. prosince 1987  | Stoke City FC            |          |
| Sadio Mané         | 10. dubna 1992     | Liverpool FC             |          |
| Moussa Konaté      | 3. dubna 1993      | Amiens SC                |          |
| Diafra Sakho       | 24. prosince 1989  | Stade Rennais FC         |          |
| Ismaïla Sarr       | 25. února 1998     | Stade Rennais FC         |          |
| M'Baye Niang       | 19. listopadu 1994 | Turín FC                 |          |
| Keita Baldé        | 8. března 1995     | AS Monaco FC             |          |

### Kolumbie
Hlavní trenér:  José Pékerman

| Jméno                   | Datum narození    | Klub                          |          |
| Brankáři                | Brankáři          | Brankáři                      | Brankáři |
| ----------------------- | ----------------- | ----------------------------- | -------- |
| David Ospina            | 31. srpna 1988    | Arsenal FC                    |          |
| Camilo Vargas           | 9. ledna 1989     | Atlético Nacional             |          |
| José Fernando Cuadrado  | 1. června 1985    | Once Caldas                   |          |
| Obránci                 |                   |                               |          |
| Cristián Zapata         | 30. září 1986     | AC Milán                      |          |
| Óscar Murillo           | 18. dubna 1988    | CF Pachuca                    |          |
| Santiago Arias          | 13. ledna 1992    | PSV Eindhoven                 |          |
| Yerry Mina              | 23. září 1994     | FC Barcelona                  |          |
| Johan Mojica            | 21. srpna 1992    | Rayo Vallecano                |          |
| Farid Díaz              | 20. července 1983 | Club Olimpia                  |          |
| Davinson Sánchez        | 12. června 1996   | Tottenham Hotspur FC          |          |
| Záložníci               |                   |                               |          |
| Willmar Barrios         | 16. října 1993    | CA Boca Juniors               |          |
| Carlos Sánchez Moreno   | 6. února 1986     | RCD Espanyol                  |          |
| Abel Aguilar            | 6. ledna 1985     | Deportivo Cali                |          |
| James Rodríguez         | 12. července 1991 | FC Bayern Mnichov             |          |
| Juan Guillermo Cuadrado | 26. května 1988   | Juventus FC                   |          |
| Mateus Uribe            | 21. března 1991   | Atlético Nacional             |          |
| Jefferson Lerma         | 25. října 1994    | Levante UD                    |          |
| Juan Fernando Quintero  | 19. ledna 1993    | CA River Plate                |          |
| Útočníci                |                   |                               |          |
| Carlos Bacca            | 8. září 1986      | AC Milán                      |          |
| Radamel Falcao -        | 10. února 1986    | AS Monaco FC                  |          |
| Luis Muriel             | 18. dubna 1991    | Sevilla FC                    |          |
| Miguel Borja            | 26. ledna 1993    | Sociedade Esportiva Palmeiras |          |
| José Izquierdo          | 7. července 1992  | Brighton & Hove Albion FC     |          |

### Japonsko
Hlavní trenér:  Akira Nišino

| Jméno              | Datum narození    | Klub                |          |
| Brankáři           | Brankáři          | Brankáři            | Brankáři |
| ------------------ | ----------------- | ------------------- | -------- |
| Eidži Kawašima     | 20. března 1983   | FC Metz             |          |
| Masaaki Higašiguči | 12. května 1986   | Gamba Ósaka         |          |
| Kósuke Nakamura    | 27. února 1995    | Kašiwa Reysol       |          |
| Obránci            |                   |                     |          |
| Naomiči Ueda       | 24. října 1994    | Kašima Antlers      |          |
| Gen Šódži          | 11. prosince 1992 | Kašima Antlers      |          |
| Júto Nagatomo      | 12. září 1986     | Galatasaray SK      |          |
| Wataru Endó        | 9. února 1993     | Urawa Red Diamonds  |          |
| Hiroki Sakai       | 12. dubna 1990    | Olympique Marseille |          |
| Tomoaki Makino     | 11. května 1987   | Urawa Red Diamonds  |          |
| Gótoku Sakai       | 14. března 1991   | Hamburger SV        |          |
| Maja Jošida        | 24. srpna 1988    | Southampton FC      |          |
| Záložníci          |                   |                     |          |
| Keisuke Honda      | 13. června 1986   | CF Pachuca          |          |
| Gaku Šibasaki      | 28. května 1992   | Getafe CF           |          |
| Genki Haraguči     | 9. května 1991    | Fortuna Düsseldorf  |          |
| Šindži Kagawa      | 17. března 1989   | Borussia Dortmund   |          |
| Takaši Usami       | 6. května 1992    | Fortuna Düsseldorf  |          |
| Takaši Inui        | 2. června 1988    | SD Eibar            |          |
| Hotaru Jamaguči    | 6. října 1990     | Cerezo Ósaka        |          |
| Makoto Hasebe -    | 18. ledna 1984    | Eintracht Frankfurt |          |
| Rjóta Óšima        | 23. ledna 1993    | Kawasaki Frontale   |          |
| Útočníci           |                   |                     |          |
| Šindži Okazaki     | 16. dubna 1986    | Leicester City FC   |          |
| Jošinori Mutó      | 15. července 1992 | 1. FSV Mainz 05     |          |
| Júja Ósako         | 18. května 1990   | 1. FC Köln          |          |